# Leucoloma chlorophyllum
Leucoloma chlorophyllum är en bladmossart som beskrevs av Brotherus in Drygalski 1910. Leucoloma chlorophyllum ingår i släktet Leucoloma och familjen Dicranaceae. Inga underarter finns listade i Catalogue of Life.